# Federazione di hockey su ghiaccio del Belgio
La Federazione belga di hockey su ghiaccio (nld. Koninklijke Belgische IJshockey Federatie, fra. Fédération Royale Belge de Hockey sur Glace) è un'organizzazione fondata nel 1908 per governare la pratica dell'hockey su ghiaccio in Belgio.
Ha aderito all'International Ice Hockey Federation l'8 dicembre 1908.